# Зайнулін Сергій Олександрович
Сергій Олександрович Зайнулін (нар. 5 жовтня 1974) — український та російський футболіст, захисник та півзахисник.

## Життєпис
Вихованець донецького інтернату, першим тренером був Віталій Старухін. У 1992 році провів 17 матчів за «Авангард» з міста Ровеньки в чемпіонаті ААФУ.
У 1993 році зіграв 13 зустрічей і забив 1 м'яч у складі мукачівських «Карпат». У 1994 році поповнив ряди «Ведрича», в складі якого провів 9 матчів у Вищій лізі Білорусі.
У серпні 1994 року зіграв 3 зустрічі в першості і 1 поєдинок у Кубку України за «Шахтар-2», після чого поповнив ряди клубу «Авангард-Індустрія», в якому раніше виступав на любительському рівні. У складі «Авангарду» перебував до 1995 року, провівши за цей час 32 матчі і забивши 3 м'ячі в першості, ще зігравши 2 зустрічі і забив 1 м'яч у Кубку.
У 1997 році захищав кольори «Кременя», провів 18 матчів у першості і 1 гру в Кубку України. У 1998 році спочатку взяв участь в 5 поєдинках за аматорську команду «Шахта» з Українська, а потім поповнив ряди охтирського «Нафтовика», за який грав до 1999 року, провівши за цей час 16 зустрічей у першості і 2 матчі в Кубку. У вересні 1999 року зіграв за 1 поєдинку в першості і Кубку України за роменський «Електрон».
Сезон 2000 року провів у «Кубані», у складі якої взяв участь в 13 матчах першості і в 1 зустрічі Кубка Росії. У 2003 році виступав за «Локомотив-НН», зіграв 10 матчів.
31 липня 2004 року провів 1 зустріч у складі сумського клубу «Спартак-Горобина». 10 вересня 2005 року зіграв в 1 матчі за красноперекопський «Хімік». Сезон 2006 року провів у клубі «Кузбас-Динамо», взяв участь в 16 поєдинках команди. У 2007 році був гравцем амторського клубу «Алекс» (с. Витязеве).